# WaSuta
Wasuta (わーすた, Wāsuta, abreviação de The World Standard) é um grupo de garotas japonesas formada pela Avex Trax em 2015. O grupo, que costuma fazer trocadilhos felinos em suas letras e figurinos coloridos em suas apresentações, fez músicas para o anime Idol Time PriPara e Kiratto Pri Chan.
O grupo se apresentou várias vezes fora do Japão, incluindo na Japan Expo Paris 2017, Japan Weekend Madrid 2018, Japan Expo Tailândia 2017-2020, Kizuna 2018 no Vietnã, Anime North 2019 no Canadá, Festival do Japão na Mongólia 2019, e foi anunciado na Anime Friends 2024.

## História

### 015-2016: Formação e primeiro álbumThe World Standard
Em janeiro de 2015, o iDOL Street realizou uma audição para seu quarto grande grupo ídolo no Parque Yoyogi. Em 29 de março de 2015, Wasuta foi formalmente anunciado em um evento iDOL Street Street-sei. A imagem do grupo é descrita como uma geração de ídolos da era digital que trabalha para o mundo para espalhar a cultura do "ídolo kawaii japonês" usando mídias sociais e atividades de "ídolos reais". Sua primeira apresentação foi no dia 29 de abril no "iDOL Street Carnival 2015 - GOLDEN PARADE!!!!!" no NHK Hall.
Em setembro de 2015, as membros do Wasuta apareceram como personagens do jogo para celular Nyan Puzzle. Eles lançaram seu primeiro single digital "Inu Neko. Seishun Massakari" em outubro de 2015.
Em fevereiro de 2016, as membros do Wasuta participaram de uma campanha de promoção de "passe de estudante" para Sanrio Puroland, e realizaram seu primeiro show em 28 de fevereiro no Shibuya Club Quattro. Em maio, Wasuta lançou seu primeiro álbum completo, The World Standard . Em junho, Wasuta criou a música "Pawawawawan!!! Powerpuff Girls" para promover o lançamento da série The Powerpuff Girls no Japão, e se apresentou no festival @JAM em Xangai, China . Em julho, Wasuta apareceu na C3 CharaExpo em Cingapura. Em setembro, elas foram apontadas como apoiadoras oficiais do 20º aniversário da Tokyo Game Show, e lançaram a música "Gu Choki Pants no Seigi San" como tema de abertura da série de anime Heybot! Em outubro, o grupo iniciou o programa de rádio "World Standard Nippon", transmitido semanalmente até março de 2017, e lançou seu primeiro CD single, "Kanzen naru Idol".

### 2017: Idol Time PriPara eParadox World
Em fevereiro de 2017, Wasuta lançou o vídeo Blu-ray e o álbum digital Kanzen'naru Live House Tour 2016 Tour Final no Shibuya O-West . No mesmo mês, Wasuta lançou o single "Yuumei ni, Nyaritai" e se apresentou no Japan Expo Tailândia 2017. Em abril, o single seguinte "Just Be Yourself" foi lançado como tema de abertura da série de anime Idol Time PriPara e do filme PriPara Movie: Minna no Kagayake! Kirarin☆Star Live! , e o grupo se apresentaram no Tale in Wonderland Vol.2 em Taipei, Taiwan.
Em junho de 2017, Wasuta retornou a Taipei para o concerto solo "Wasuta Land". Em julho, eles se apresentaram em Paris, França, no Japan Expo, e em Xangai no @JAM 2017.
Em outubro de 2017, Wasuta teve um lançamento triplo no mesmo dia, que incluiu o álbum Paradox World, o CD single "Saijoukyuu Paradox" (um novo tema de abertura de Idol Time PriPara ) e o álbum digital ao vivo The World Standard ~Yume ga arukara tsuite. kite ne ~ @ Zepp DiverCity (Tóquio) 22. Apr. 2017 . O grupo também anunciou uma colaboração com a rede de karaokê Big Echo.

### 2018:Jumping Summer,Kiratto Pri Chan, "Yo Quiero Vivir"
Em janeiro de 2018, Wasuta se apresentou no Japan Expo Thailand 2018. Em março, o grupo lançou o single digital "Welcome to Dream" (tema de encerramento do Idol Time PriPara ), seguido em abril pelo single digital "Pretty ☆ Channel" (tema de encerramento de Kiratto Pri☆chan ).
Em junho de 2018, Wasuta lançou o mini-álbum Jumping Summer, que contou com colaborações do produtor vocaloid Mikito P ("Platonic Girl"), Taiki Kudo do Da-iCE e Shirose do White Jam ("Tapioca Milk Tea" ). Naquele mesmo mês, Wasuta foi nomeada "Embaixadora do Kawaii" oficial para o torneio de esportes eletrônicos Rage Summer 2018, foi destaque em uma campanha promocional para a empresa Ise Egg, e se apresentaram na Asia Comic Con em Bangkok, Tailândia.
Em julho de 2018, Wasuta colaborou com o restaurante de chá The Alley boba para promover o videoclipe de "Tapioca Milk Tea", que incluía os integrantes recebendo pedidos de chá e servindo os fãs pessoalmente. Em agosto de 2018, colaboraram com a dupla espanhola Adexe & Nau no remix japonês/espanhol do single "Yo Quiero Vivir". De 29 a 30 de setembro, Wasuta se apresentou no Japan Weekend Madrid.
Em outubro de 2018, Wasuta lançou o single "Kira Kira Hologram" (tema de encerramento de Kiratto Pri☆chan )  e o mini-álbum Girls Be Ambitious!
Em dezembro de 2018, Wasuta foi destaque em uma campanha promocional do Hokkaido Resort Liner e do Kiroro Ski Resort, que incluía imagens especiais de ônibus e um videoclipe com tema de esqui para a música "Love Unmelt". O grupo também foi adicionado à lista de artistas do jogo para celular japonês Girls Beat Stage . Wasuta se apresentou no Japan and Vietnam Sports & Culture Festival Kizuna no Hoa Lu Stadium na cidade de Ho Chi Minh, Vietnã, em 29 e 30 de dezembro de 2018.

### 2019:Cat'ch the World,The Legend of WASUTA, "Shani Muni Ikiru!"
Em janeiro de 2019, Wasuta se apresentou no Japan Expo Thailand 2019 em Bangkok. Em fevereiro de 2019, as integrantes do Wasuta foram apresentados como modelos em uma campanha promocional da coleção de moda primavera Jamie Ank.
Em março de 2019, Wasuta retornou como "Embaixador do Kawaii" para o torneio de esportes eletrônicos Rage Spring 2019 e se apresentou no @JAMxTALE 2019 em Hong Kong. Também em março, Wasuta lançou seu terceiro álbum completo Cat'ch the World, que ficou em 17º lugar na parada da Oricon. Em abril, a música do grupo "Shining Flower" foi usada como tema de encerramento da segunda temporada de Kiratto Pri☆chan .
Em 25 de maio, Wasuta realizou seu primeiro show na América do Norte no Anime North em Toronto, Canadá. Em junho, o mini-álbum com tema de videogame RPG The Legend of WASUTA foi lançado, alcançando a 15ª posição na Oricon. Em outubro, o grupo lançou o single duplo "Shani Muni Ikiru! / Bathtub Aromatic", que foi o primeiro lançamento do grupo a entrar no ranking Top 10 da Oricon.
Wasuta também lançou seu primeiro álbum de fotos Wasuta – Wonderful Collection em 2019, e lançou seu próprio canal no YouTube para os videoclipes e diários de vídeo do grupo (chamados "Wa→Tube") gravados no Japão e no exterior.

### 2020:Wasuta BEST, 5th Anniversary, "Sunday Sunshine!",What's Standard
De 1 a 2 de fevereiro de 2020, Wasuta se apresentou no Japan Expo Thailand 2020. Também em fevereiro, a Hawaiian Pancake Factory do Japão criou um "Wasuta Cafe" por tempo limitado com itens de menu especiais elaborados pelos membros do grupo e decorações no restaurante de Shinjuku.
Em março de 2020, Wasuta lançou a coleção Wasuta BEST de 2 CDs, que incluía as faixas principais do grupo desde sua estreia em 2015 até a música "Grapefruit Moon" de 2020. O segundo disco do conjunto trazia 10 músicas escolhidas por membros do fã-clube de Wasuta, “Wa-Ship”.
Em 28 de março de 2020, Wasuta realizou um concerto sem público ao vivo no Line Cube Shibuya para seu 5º aniversário, após o evento original ter sido cancelado pelas restrições do COVID-19 . No mesmo dia, foi lançado o segundo álbum de fotos 1/5 do grupo, trazendo imagens de cada integrante em sua cidade natal.
Em abril de 2020, o grupo participou do jogo de ritmo móvel japonês Ai Koi Noto. Em agosto, Wasuta lançou o single "Sunday Sunshine!" Em novembro, WaSuta lançou seu quarto mini álbum What's Standard? .

### 2021: "Haru Hanabi", "Yomibito Shirazu no Love Song" e a saída de Hazuki Sakamoto
Em março de 2021, Wasuta lançou o single "Haru Hanabi". Em agosto do mesmo ano, Wasuta lançou o single "Yomibito Shirazu no Love Song", último single com participação da membro fundadora Hazuki Sakamoto.
Em 8 de junho de 2021, Sakamoto anunciou que se deixaria o Wasuta, o show business e se aposentaria da vida pública em 31 de dezembro na esperança de ingressar no mercado de trabalho.

### 2022: "MiRival Dance", "Sora to Sakana",Wareware wa Neko de Aru.
Em março de 2022, Wasuta lançou o single "MiRival Dance", o primeiro single após a aposentadoria de Sakamoto. No dia 30 de maio, lançaram o single "Sora to Sakana". Em 17 de agosto de 2022, Wasuta lançou seu quinto álbum, Wareware wa Neko de Aru.

### 2023: "Suman, Inu.", "Miracle Magical Healthy Power", "Melo Melo! Love Rock"
Em 22 de fevereiro de 2023, Wasuta lançou o single "Suman, Inu". No dia 03 de junho, o grupo fez sua apresentação ao vivo no TIF ASIA TOUR 2023 em Seul.
No dia 19 de julho, eles lançaram o single digital “Miracle Magical Healthy Power”.
No dia 30 de agosto lançaram o single “Melo Melo! Love Rock”, primeiro número de rock da discografia do grupo.

### 2024: "Eikyuumuchuu de Koushinchu!♡"
Em 21 de fevereiro de 2024, Wasuta lançou o single "Eikyuumuchuu de Koushinchu!♡". O grupo também se apresenta pela primeira vez no Brasil na Anime Friends.

## Membros

### Atuais
- Nanase Hirokawa
- Miri Matsuda
- Ririka Kodama
- Ruka Mishina

### Ex-integrantes
- Hazuki Sakamoto